# Bahnstrecke Tauberbischofsheim–Königheim
| |                      |                                 |                                 |
| Streckennummer (DB): | 4921                 |                                 |                                 |
| Kursbuchstrecke (DB): | 313d (Stand 1944)    |                                 |                                 |
| Kursbuchstrecke: | 324d (1946)          |                                 |                                 |
| Streckenlänge: | 6,4 km               |                                 |                                 |
| Spurweite: | 1435 mm (Normalspur) |                                 |                                 |
| Maximale Neigung: | 20 ‰                 |                                 |                                 |
| Minimaler Radius: | 200 m                |                                 |                                 |
| |                      |                                 |                                 |
| \| \| \| von Wertheim \| \| \| \| 0,0 \| Tauberbischofsheim \| Tauberbischofsheim \| \| \| \| nach Lauda \| \| \| \| \| Brehmbach \| \| \| \| \| B 27 \| \| \| \| \| Muckbach \| \| \| \| 3,5 \| Dittwar \| Dittwar \| \| \| \| Anschluss Gewerbegebiet Dittwar \| \| \| \| 6,4 \| Königheim \| Königheim \| |                      |                                 |                                 |
| Strecke |                      | von Wertheim                    | von Wertheim                    |
| Bahnhof | 0,0                  | Tauberbischofsheim              | Tauberbischofsheim              |
| Abzweig ehemals geradeaus und nach links |                      | nach Lauda                      | nach Lauda                      |
| Brücke über Wasserlauf (Strecke außer Betrieb) |                      | Brehmbach                       | Brehmbach                       |
| Brücke über Wasserlauf (Strecke außer Betrieb) |                      | B 27                            | B 27                            |
| Brücke über Wasserlauf (Strecke außer Betrieb) |                      | Muckbach                        | Muckbach                        |
| Haltepunkt / Haltestelle (Strecke außer Betrieb) | 3,5                  | Dittwar                         | Dittwar                         |
| Abzweig geradeaus und von links (Strecke außer Betrieb) |                      | Anschluss Gewerbegebiet Dittwar | Anschluss Gewerbegebiet Dittwar |
| Kopfbahnhof Streckenende (Strecke außer Betrieb) | 6,4                  | Königheim                       | Königheim                       |

Die Bahnstrecke Tauberbischofsheim–Königheim war eine 6,4 Kilometer lange eingleisige Nebenbahn, die etwa einen halben Kilometer nach dem Bahnhof Tauberbischofsheim als Stichstrecke von der Bahnstrecke Lauda–Wertheim abzweigte. Der geplante Anschluss bis zur Bahnstrecke Walldürn–Hardheim konnte nie fertiggestellt werden.

## Verlauf
Die Trasse überquerte nach der Abzweigung in Tauberbischofsheim mit zwei Brücken zunächst den Brehmbach (⊙) und die Bundesstraße 27 (⊙), bevor sie dem Tal des Brehmbachs bachaufwärts folgte. Parallel verlief die B 27. Beim Wohn- und Industriegebiet Bahnhof Dittwar überquerte die Trasse den Muckbachtalradweg, bevor ein Bahndamm (⊙) über das Tal des Muckbachs führte, kurz vor dessen Mündung von rechts in den Brehmbach. Direkt nach dem Bahndamm überquerte die Trasse die L 578 vor dem Bahnhof Dittwar. Von dort führte die Trasse bachaufwärts an der linken Hangseite des Brehmbachtals bis zum Bahnhof Königheim.

## Geschichte

### Vorgeschichte, Planung und Bau
→ zur Vorgeschichte siehe auch: Bahnstrecke Walldürn–Hardheim
Keimzelle der Bahnstrecke Tauberbischofsheim–Königheim waren die Petitionen der Gemeinden zwischen hinterem Odenwald und Taubertal, die seit den 1870er Jahren auf den Bau einer Eisenbahnverbindung Walldürn–Tauberbischofsheim drängten. Nachdem ein Gutachten der BadStB im Dezember 1903 einer solchen Verbindung eine vollkommen ungenügende Wirtschaftlichkeit bescheinigte und damit eine Realisierung seitens des Staates vorerst abgelehnt wurde, ließen die Anliegergemeinden nicht locker. So konnte ein 1905 in Tauberbischofsheim gegründetes „Eisenbahnkomitee“ im September 1906 durchsetzen, dass die BadStB in Regierungsauftrag die Baukosten einer gestreckteren und damit vorgeblich günstigeren Trassenführung untersuchte.
Das Ende 1907 vorgelegte Ergebnis fiel jedoch vernichtend aus: Anstatt der zuvor berechneten Kosten von 4,7 Mio. Mark bezifferten sich die kalkulierten Kosten auf 5,2 Mio. Die Baukosten pro km wären damit die höchsten für eine Bahnstrecke in Baden überhaupt gewesen, und dies für eine reine Lokalbahn. Gleichzeitig bescheinigte das Gutachten einer Stichbahn bis Königheim die Bauwürdigkeit. In Folge verwarf die Badische Regierung den Bau einer Durchgangsstrecke endgültig und konzentrierte sich auf die vorgeschlagene Stichbahn, deren Bau als Staatsbahn am 2. September 1908 per Gesetz beschlossen wurde.
Mit den Bauarbeiten wurde 1910 begonnen. Die Badischen Staatseisenbahnen (BadStB) eröffneten den Betrieb am 1. Dezember 1914 ohne große Feierlichkeiten, da bereits der Erste Weltkrieg ausgebrochen war. Die Strecke Tauberbischofsheim–Königheim war die letzte von den BadStB eröffnete Eisenbahnstrecke.
Von 1915 bis 1917 und von ungefähr 1930 bis Ende der 1940er Jahre bediente ein Kittel-Dampftriebwagen den Personenverkehr. Ab 1952 bis zur Einstellung wurde er mit Uerdinger Schienenbussen der Baureihe VT 95 durchgeführt.

### Niedergang

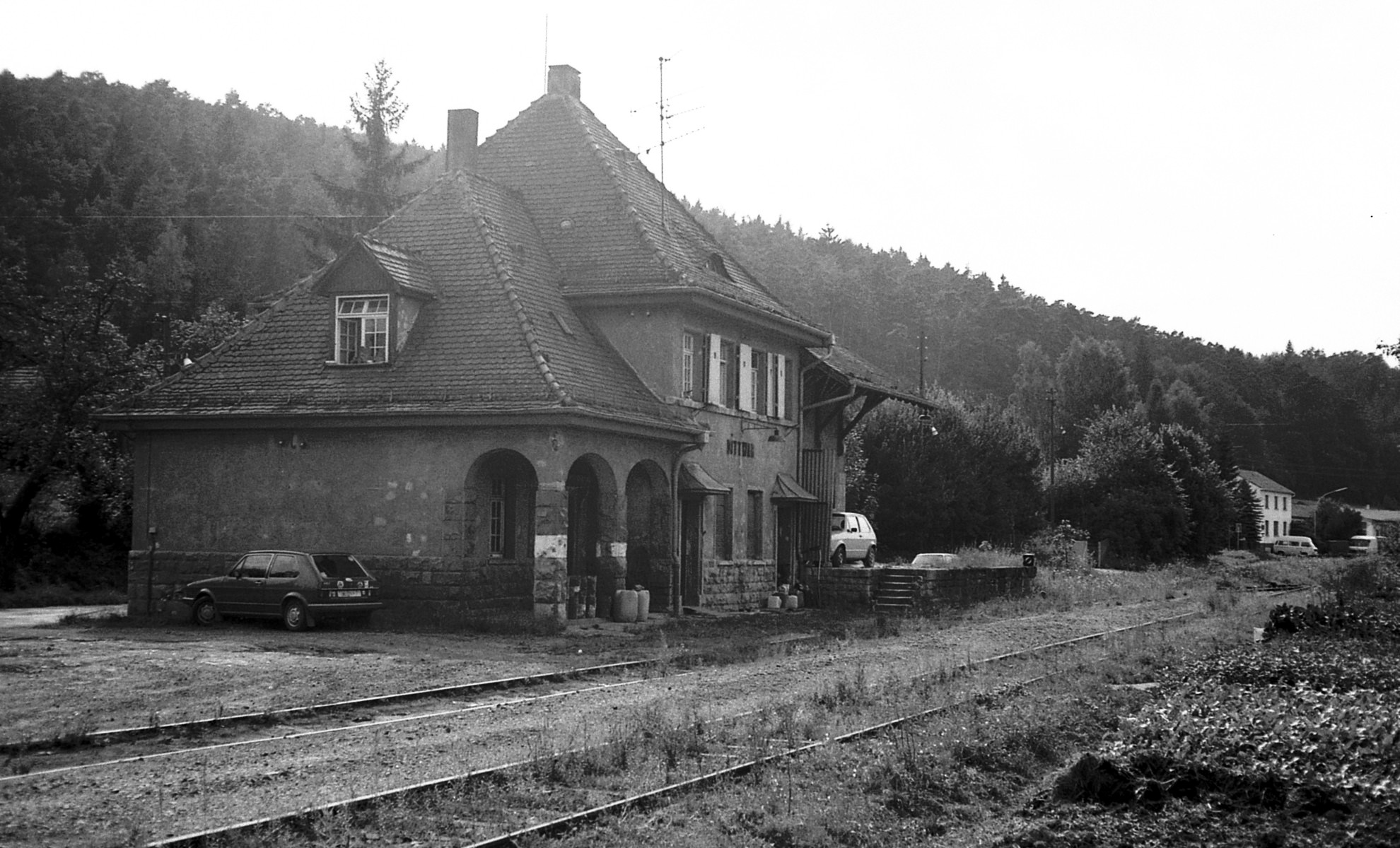
Bahnhof Dittwar, 1984

1966 leitete die Deutsche Bundesbahn ein Stilllegungsverfahren für die Eisenbahnstrecke ein. Nach der Genehmigung am 5. Februar 1968 wurden der Personenverkehr am 26. Mai 1968 und der Güterverkehr am 31. Dezember 1968 eingestellt. Noch bis 1968 herrschte allerdings Hochbetrieb bei der Güterabfertigung der Bahnhöfe Dittwar und Königheim. Alle ansässigen Firmen wickelten ihren gesamten Warenumschlag über die beiden Bahnhöfe ab. Bereits im Mai 1969 wurden die Gleise zwischen dem Industriegebiet Dittwar und Königheim zurückgebaut. 1970 übernahm die Gemeinde Königheim das dortige 5 ha große Bahngelände mit den Gebäuden, um eine Mehrzweckhalle und ein Sportzentrum zu errichten. Das ehemalige Empfangsgebäude wurde darin integriert, alle anderen Gebäude wurden abgerissen. Der Lokschuppen dient als Vereins-Lagerhalle.

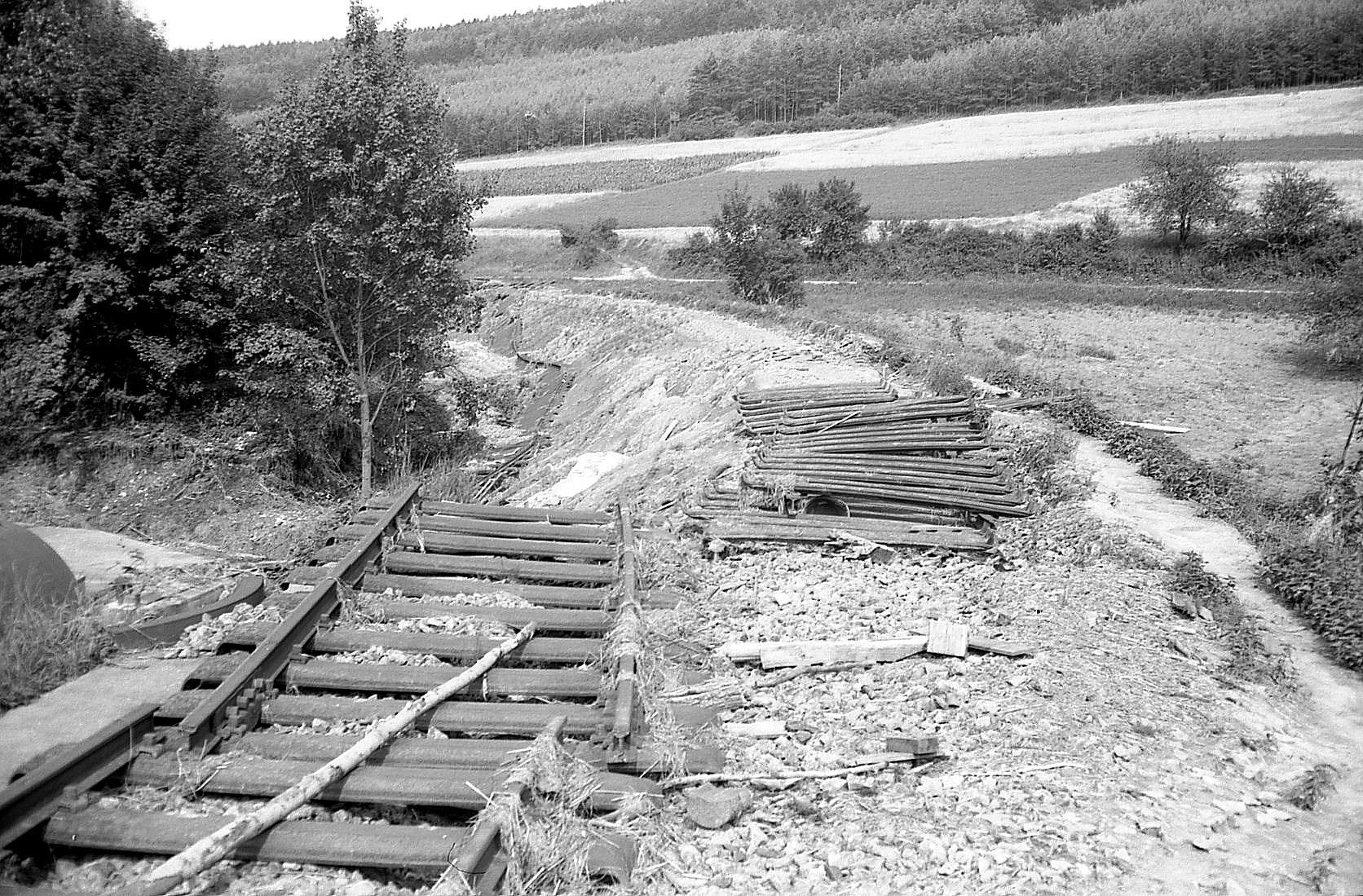
Zerstörter Bahndamm nach dem Jahrhunderthochwasser 1984

Bei der Fronleichnamsflut 1984 wurden Teile der Bahnstrecke im Bereich des Bahndamms im Muckbachtal zerstört und in der Folge wieder aufgebaut.
Der Bahnstreckenabschnitt von Tauberbischofsheim bis zum Industriegebiet am Dittwarer Bahnhof blieb bis in die 1990er Jahre als Anschlussgleis für ansässige Unternehmen erhalten. Die regelmäßige Bedienung des verbliebenen Anschlussgleises erfolgte durch die in Tauberbischofsheim stationierte Köf.
2014 wurde mit einer Ausstellung des Heimatvereins Brehmbachtal im Pfarrsaal Königheim an die 100-jährige Geschichte der einstigen Bahnstrecke erinnert. Durch einen maßstabsgetreuen Nachbau des ehemaligen Bahnareals durch Burkard Gassenbauer sowie ein bebildertes Begleitheft wurde die Geschichte der ehemaligen Bahnstrecke nachgezeichnet.
Heute liegen noch rund zwei Kilometer der Schienenstrecke von der Brücke über den Brehmbach nach der Anschlussstelle Tauberbischofsheim bis an den Rand des Industriegebiets Dittwarer Bahnhof. Die teilweise überwachsenen Gleise enden beim Muckbachtalradweg am ehemaligen Bahndamm. Die Befahrung der Strecke ist aber nicht mehr möglich.

## Betriebsstellen

### Tauberbischofsheim

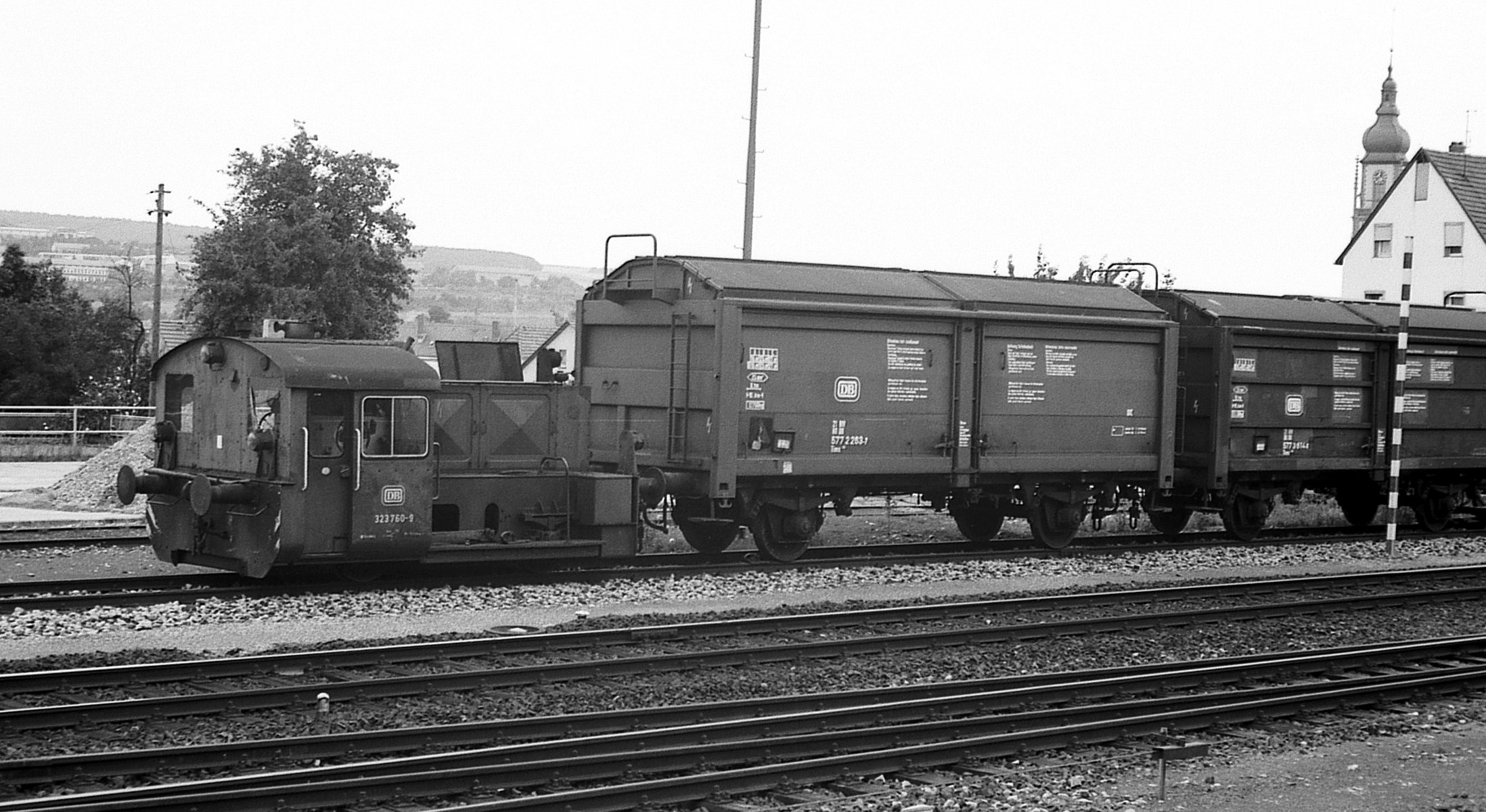
Bedienung des Anschlussgleises durch die in Tauberbischofsheim stationierte Köf, 1984

Der Bahnhof Tauberbischofsheim (⊙) wurde von der Großherzoglich Badischen Eisenbahnbaugesellschaft bereits zwischen 1866 und 1868 errichtet und ist als Teil der Bahnstrecke Lauda–Wertheim weiterhin in Betrieb. Das ehemalige Bahnhofsgebäude wird heute als Euro Akademie genutzt.

### Dittwar

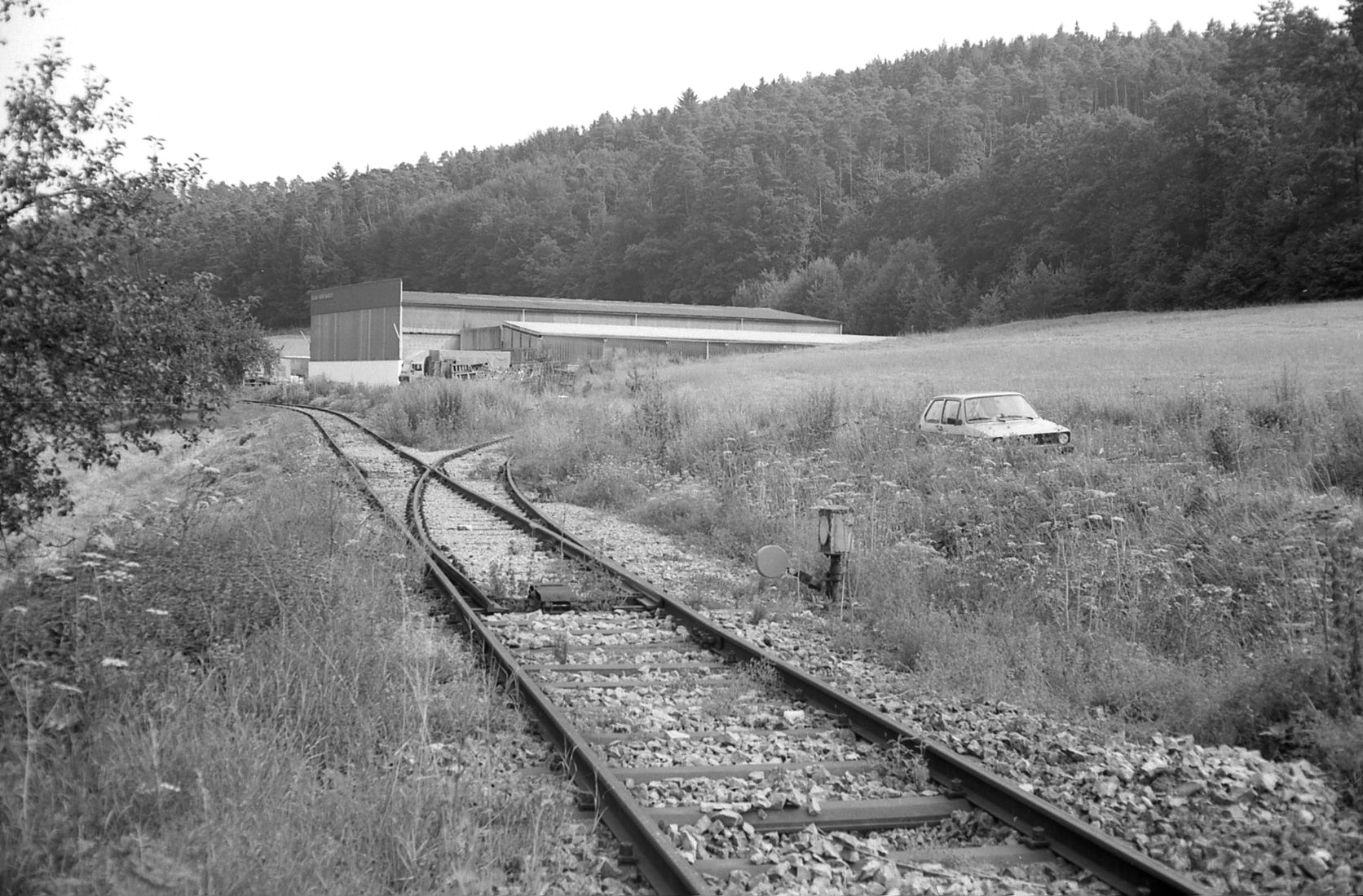
Gleisanschluss im Gewerbegebiet Dittwar, 1984

Beim ehemaligen Bahnhof Dittwar (⊙) entstand ein gleichnamiges Wohn- und Industriegebiet. Seit 1981 befindet sich das ehemalige Bahnhofsgebäude in Privatbesitz.

### Anschluss Gewerbegebiet Dittwar
Nach dem Dittwarer Bahnhof in Richtung Königheim bestand ein Gleisanschluss an einen Gewerbebetrieb (⊙).

### Königheim

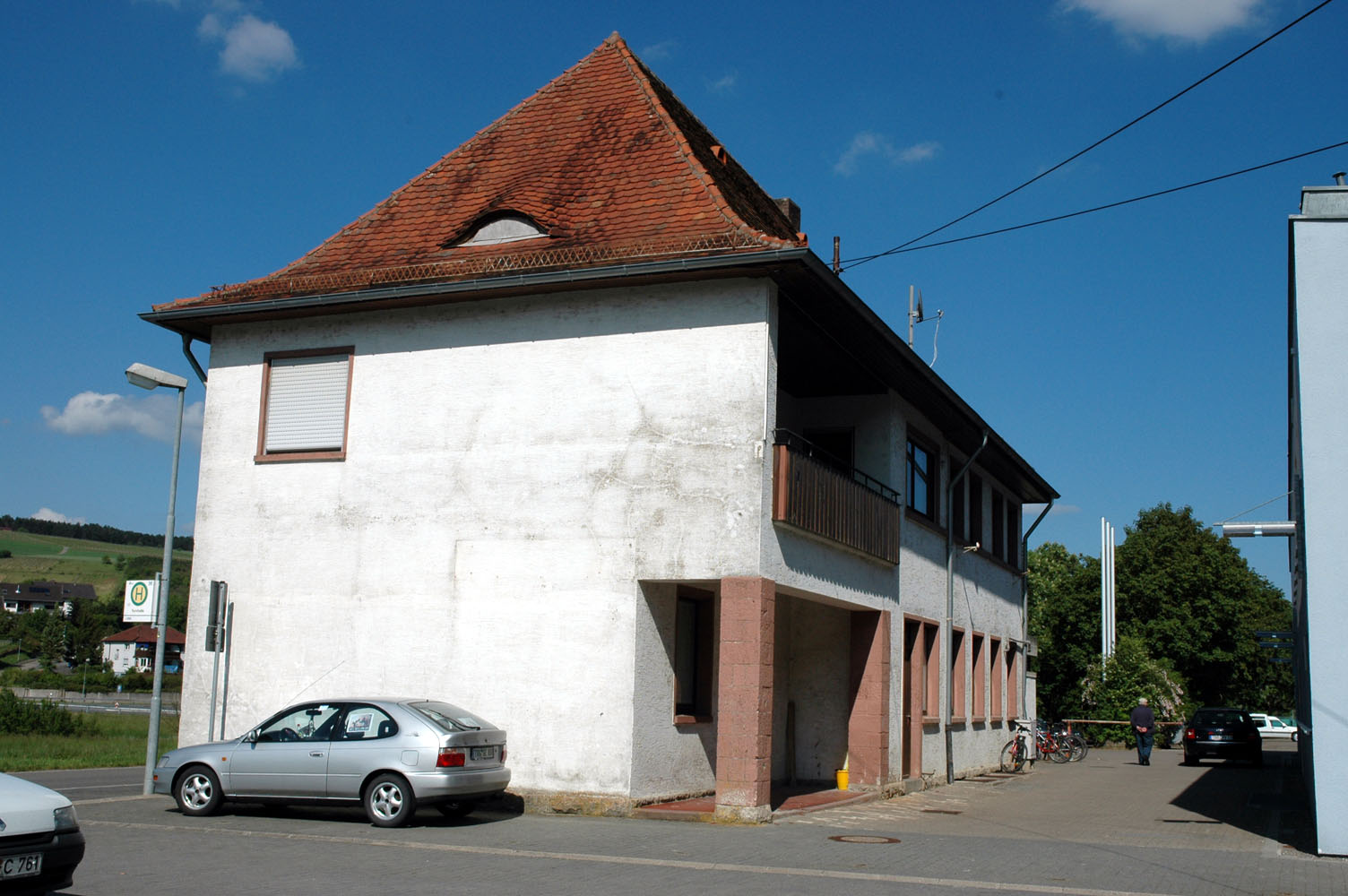
Bahnhof Königheim, Mai 2007

Der Bahnhof Königheim (⊙) verfügte über vier Gleise und war Endstelle der Bahnstrecke. Neben dem Empfangs- und dem Abortgebäude gab es einen Lokschuppen mit Schlafraum. Der ehemalige Bahnhof wurde umgebaut und seitdem von Königheimer Vereinen genutzt. 2019 wurde das Gebäude abgerissen.